# Медіація
Медіація (англ. mediation — посередництво) — вид альтернативного врегулювання суперечок, метод вирішення суперечок із залученням посередника (медіатора), який допомагає сторонам конфлікту налагодити процес комунікації і проаналізувати ситуацію таким чином, щоб вони самі змогли обрати той варіант рішення, який би задовольняв інтереси і потреби усіх учасників конфлікту.
Офіційна інформація про процедуру медіації та як знайти медіатора є на порталі «Судова влада України» в розділі «Медіація для вирішення спору». Аналогічна інформація є на сторінках кожного суду України. В Україні існує декілька реєстрів медіаторів. Це допускається законом України "Про медіацію". Також Центр медіації та посередництва українського IP офісу, має свій реєстр медіаторів.  Також існує міжорганізаційний реєстр Mediation Help. 
На відміну від формального судового процесу, під час медіації сторони доходять згоди самі — медіатор не приймає рішення за них. Він створює простір для переговорів, щоб сторони сфокусувались на своїх потребах та спільному пошуку консенсусу. Соціальна послуга медіації надається відповідно до Державного стандарту соціальної послуги медіації. Також існує затверджений стандарт "Трудовий медіатор (медіатор трудових спорів)". 
Європейський день медіації святкують 21 січня. Присвячений затвердженню першого європейського законодавчого акту про медіацію - Рекомендації R (98) про сімейну медіацію, схваленої Комітетом Міністрів Ради Європи. В Україні найбільш масштабною подією в сфері медіації є щорічний Міжнародний Форум "Медіація і Право" .

## Принципи медіації
Закон України «Про медіацію» (ст. 4) визначає такі принципи проведення медіації:
1) добровільність
2) конфіденційність 
3) нейтральність, незалежність та неупередженість медіатора
4) самовизначення та рівності прав сторін медіації
Добровільність
Кожна зі сторін добровільно приймає рішення щодо участі в медіації і усвідомлює, що рішення може бути досягнуте тільки шляхом співробітництва; можливість добровільного виходу з процесу на будь-якому етапі.
Конфіденційність
Усе, що відбувається на медіації не розголошується ні медіатором, ні сторонами. За винятком ситуацій, коли сторони планують завдати шкоди собі чи комусь.
Неупередженість посередника
Нейтральність, безоціночність — під час процесу медіатор не займає позицію однієї з сторін, не оцінює їх, а в рівній мірі допомагає обом. Медіатор є нейтральним відносно конфлікту (не «втягується» у суперечку) і, в той же час, щиро прагне допомогти сторонам знайти найкраще для обох рішення.
Розподіл відповідальності
Сторони несуть відповідальність за прийняття рішення та його виконання, медіатор — за дотримання правил та принципів процедури.
Правомочність сторін
Неформальність та гнучкість процедури медіації

## Переваги медіації
- Економія часу
- Зниження вартості процесу вирішення спору
- Можливість впливати на результат
- Конфіденційність процедури
- Можливість збереження або відновлення ділових взаємин з партнерами
- Можливість запобігти виникненню подібних конфліктів у майбутньому
- Гарантія виконання рішення (у випадку успішної медіації).
- Можливість передбачити в будь-кому договорі медіаційне застереження - попередню домовленість сторін, що у разі спору вони спочатку звертаються до медіатора.

## Процедура медіації
Медіація в Україні будується на гарвардському методі ведення перемовин. Це принципові переговори, які будуються на стратегії win-win.
Процес медіації складається з етапів, кожен з яких має свою мету і зміст. Для успішного проведення медіації необхідно, щоб перехід до наступного етапу відбувався після того, як буде досягнуто усіх цілей на попередньому. У разі потреби медіатор може запропонувати індивідуальні зустрічі (кокуси), рівноцінні для обох сторін.

### Етап 1. Підготовка до медіації
Підготовка є вирішальним етапом у процесі медіації. Етап підготовки до спільної зустрічі передбачає роботу з двома важливими компонентами: налагодження контактів зі сторонами та організації простору для проведення медіації.
Медіатор попередньо розмовляє з кожним учасником конфлікту окремо. Така розмова проводиться з тим, щоб:
- проінформувати учасників про процедуру медіації, роль медіатора і учасників в ній та отримати згоду на участь у медіації;
- пояснити принципи і правила медіації та отримати згоду сторін дотримуватися цих правил;
- упевнитися, що час, призначений для зустрічі, зручний для всіх;
- відповісти на питання учасників конфлікту.

Перед проведенням медіації необхідно підготувати приміщення до спільної зустрічі: розставити стільці (найкраще — колом), принести всі необхідні для роботи документи та письмове приладдя тощо.

### Етап 2. Вступна частина медіації (вступне слово медіатора)
На цьому етапі медіатор знайомить учасників з процедурою медіації та її принципами, обговорює зі сторонами правила медіації, відповідає на питання сторін. Перш ніж безпосередньо перейти до обговорення змісту конфліктної ситуації, необхідно переконатися, що сторони розуміють суть процедури, її принципи та погоджуються дотримуватися правил і брати участь у медіації. Для цього медіатор запитує учасників, чи все, з того що він сказав про медіацію, їм зрозуміло і чи є у них питання стосовно перебігу спільної зустрічі. Якщо учасники мають питання, медіатор пояснює незрозумілі моменти ще раз, якщо ні — пропонує сторонам підписати Згоду на участь у медіації.

### Етап 3. Розповіді сторін
Цей етап починається з прохання медіатора описати конфліктну ситуацію, пояснити, що сталося. Медіатор може звернутися до одного з учасників або запропонувати сторонам визначитися, хто розпочинатиме розповідь. Завдання цього етапу є надати сторонам можливість висловитися стосовно конфліктної ситуації і їх ставлення до неї. Важливо, перш ніж перейти до вирішення конфлікту, детально визначити і узгодити між сторонами суть проблеми та ключові моменти, що потребують розв'язання. Якщо даний етап буде пропущено або не буде сформульовано основних питань для обговорення, існує ризик, що подальший процес переговорів затягнеться у часі або, у гіршому випадку, конфлікт не матиме перспективи бути врегульованим.
Значну увагу на даному етапі необхідно приділяти роботі із емоціями та переживаннями сторін стосовно конфліктної ситуації та тих наслідків, до яких вона призвела.
Важливість цього етапу також полягає у тому, що він є базовим у побудові діалогу між сторонами, оскільки вони є основними суб'єктами комунікації, а роль медіатора полягає виключно у полегшенні процесу спілкування між учасниками. Для ефективної роботи медіатор використовує техніки активного слухання та враховує особливості невербальної комунікації.
Етап «Розповіді сторін» закінчується лише тоді, коли повністю визначені всі проблеми та інтереси, зазначені сторонами, і сторони повністю задоволені цими результатами.

### Етап 4. Розв'язання проблеми
Завдання цього етапу — визначити шляхи розв'язання проблеми та знайти варіант, який задовольнить обидві сторони конфлікту. Для цього медіатор повинен допомогти сторонам:
- Визначити, які питання потрібно розв'язати в першу чергу, щоб створити основу для наступних рішень.
- Розглянути питання від найважливіших до менш суттєвих, коли атмосфера не надто напружена. Коли напруженість значна, обирати першими до опрацювання найлегші пункти.

Важливим елементом етапу розв'язання проблеми є визначення переліку проблем. Варто пам'ятати, що сторони повинні спочатку дійти порозуміння у визначенні проблем, а потім намагатися розробити рішення. Не варто одразу «зациклюватись» на якомусь одному варіанті розв'язання. Перед прийняттям рішення напрацюйте різноманітні можливості — для цього можна використати метод «мозкового штурму». На даному етапі медіатор також може застосувати техніку BATNA / WATNA. Оцінювати можливі варіанти вирішення ситуації доречно тільки тоді, коли було запропоновано декілька. Обговорення шляхів розв'язання конфлікту передбачає визначення переваг і недоліків кожного із запропонованих варіантів. Крім того доречно визначити реалістичність виконання зазначених способів виходу з конфліктної ситуації для обох учасників, адже від цього залежить майбутній успіх «відновлення» стосунків. Також варто обговорити до яких наслідків приведе виконання того чи іншого плану для сторін. Наслідки можуть торкатися фінансових справ, часу, стосунків із друзями, родиною, самооцінки тощо. Наприкінці доречно допомогти сторонам визначити справедливі критерії, якими вони керуватимуться у прийнятті рішень.

### Етап 5. Укладання та підписання угоди
Останній етап процедури медіації присвячено підписанню документа, який офіційно закріплює досягнуте протягом попереднього етапу порозуміння. Порозуміння саме по собі — це завжди добре, однак, допоки воно залишається словесною декларацією, немає впевненості, що сторони дійсно порозумілися як конкретно (до деталей) вони будуть виконувати спільний план виходу з конфліктної ситуації. Хоча, треба сказати, в практичній діяльності не бракує випадків укладання між сторонами усної угоди, яка, одначе, завжди має значно нижчий статус (особливо для школярів) порівняно з письмовою угодою.
Угода повинна містити чіткий план виходу з конфліктної ситуації з вказаними часовими рамками та розподілом відповідальності між учасниками конфлікту. Формулювання угоди повинні бути чіткими та зрозумілими учасникам, а також мати стверджувальну, позитивну форму викладу.
Законом України «Про медіацію» передбачено декілька видів угод: медіаційна угода, договір про проведення медіації та угода за результатами медіації .

## Види медіації

### Медіація у школах
Фахівці Українського Центру Порозуміння (УЦП) розробили модель шкільної служби вирішення конфліктів, де школярі-медіатори під керівництвом координатора-психолога допомагають своїм одноліткам вирішувати конфліктні ситуації, використовуючи медіацію та інші види відновних практик (наприклад, кола ухвалення рішень). Завдяки зусиллям УЦП і партнерів, нині діє понад 60 шкільних служб розв'язання конфліктів в 10 областях України.

### Примирення потерпілого та правопорушника (відновне правосуддя)
Полягає в організації зустрічей потерпілого і правопорушника за справами, які передаються із правоохоронних та судових органів у разі, якщо злочинець визнав факт вчинення ним злочину. Вона є спробою досягнення добровільного порозуміння (примирення) між потерпілим і правопорушником з метою відшкодування завданої матеріальної та моральної шкоди.
Потерпілий має право ставити усі питання, які його хвилюють, може виказати свої почуття та дати зрозуміти злочинцю, що він пережив внаслідок злочину, і як це змінило його життя. Крім цього, потерпілий має можливість зрозуміти, що значить злочин для того, хто його вчинив. Оскільки потерпілий зустрічається безпосередньо з винною особою, його пануючі стереотипи переглядаються, а страх зменшується. Одночасно злочинці мають можливість побачити в жертвах реальних людей. Вони дізнаються про наслідки свого злочину з перших рук, що призводить до нового погляду на попередні стереотипи і спроби самовиправдання. Таким чином, злочинцям надається шанс конкретними діями поновити справедливість, а також, якщо будуть до цього готові, виказати розкаяння і просити вибачення.
Існують кілька видів медіації: пряма медіація, яка означає безпосередню зустріч сторін, та непряма (або «човникова медіація»), коли медіатори передають інформацію від однієї сторони до іншої.
Медіація між потерпілими та правопорушниками є найпоширенішою формою відновного правосуддя у Європі.

#### Світова практика
Програми примирення потерпілих і правопорушників з'явились наприкінці 70-х років у США та на початку 80-х — в Європі. Першою з європейських країн цю програму ініціювала Велика Британія. На сьогодні програми примирення не лише успішно функціонують в Норвегії, Фінляндії, Австрії, Німеччині та Франції, але й закріплені на рівні національних законодавств. В інших країнах Європи було зроблено перші кроки у цьому напрямку — пілотні проекти у Данії, Швеції, Нідерландах, Ірландії, Іспанії та Італії. Протягом останніх років активізувався рух за впровадження програм примирення у Східній Європі. В Польщі та Чехії, після завершення експериментального періоду, програми примирення (медіації) були не лише запроваджені, але й закріплені законодавчо.

### Медіація у галузі корпоративного управління

#### Конфлікти між членами Ради
В межах Ради конфлікт, як правило, є неминучим — особливо якщо Рада складається з незалежних, розумних, досвідчених і відвертих директорів. Це не є погано. Рішення Ради повинні ухвалюватися в результаті процесу, під час якого директори аналізують усю наявну інформацію і проводять «палкі дебати». Порушувані ними питання включають стратегію, контроль за діяльністю компанії, конфлікт інтересів та винагороди, що виплачуються виконавчому керівництву компанії. Рада, між членами якої ніколи не виникають спори або розбіжності у поглядах, швидше за все є пасивною Радою, або, інакше кажучи, поганою Радою, яка не виконує ні функцій нагляду, ані обов'язків піклування. Це, в свою чергу, може спричинити крах компанії, такий як добре відомий випадок банкрутства корпорації WorldCom у США. Як визначено Канцлерським судом штату Делавар у 1985 р., Рада, яка не приділяє належної уваги аналізу питань і наявної інформації перш, ніж ухвалити рішення, не виконує своїх фідуціарних обов'язків.
Питання управління, стандарти і вимоги можуть бути невичерпним джерелом
для виникнення непорозумінь і конфліктів. Такі приклади включають:
- відносини між незалежними директорами і головним виконавчим директором (головою виконавчого органу управління компанії);
- межу між наглядом і управлінням;
- потреби членів Ради в інформації, надання недостатнього або занадто великого обсягу інформації виконавчим органом управління;
- баланс короткострокових і довгострокових інтересів компанії.

#### Спори, пов'язані з питаннями корпоративного управління
Суперечки, що кваліфікуються як спори в галузі корпоративного управління (або спори, безпосередньо пов'язані з управлінням компанією) здебільшого виникають з участю акціонерів, членів Ради та провідних виконавчих посадових осіб компанії. Спори, однією зі сторін яких є працівники компанії (крім провідних виконавчих посадових осіб), зазвичай підпадають під категорію трудових спорів, хоча вони також можуть впливати на управління компанією, і Рада повинна приділяти їм належну увагу. Спори з участю зовнішніх зацікавлених сторін (наприклад, клієнтів і постачальників), як правило, вирішуються в межах комерційних спорів.
Спори, серед іншого, можуть стосуватися: конфліктів інтересів членів Ради або провідних виконавчих посадових осіб компанії; обрання членів Ради та призначення членів правління; розміру винагород/премій, що виплачуються членам Ради; звільнення членів Ради/провідних виконавчих посадових осіб компанії; оцінки вартості акцій (стосовно емісії нових акцій чи облігацій, або «витіснення міноритарних акціонерів»); умов запропонованого поглинання; а також придбання активів компанії або розпорядження ними.
В період з 2001 по 2006 рр. 20 % спорів, врегульованих Міжнародною торговельною палатою, були пов'язані з розбіжностями у питаннях корпоративного управління. Приклади таких спорів включають: оцінку акцій; спори між акціонерами; винагороди, що виплачуються членам Ради; спори, пов'язані з питаннями банкрутства; участь акціонерів у процесі ухвалення рішень, а також питання поглинання. Як видно з переліку прикладів, складеного ОЕСР, концепція «спорів, пов'язаних із питаннями корпоративного управління», є неоднорідною і включає багато видів спорів, кожен з яких має власні динаміку і фокус. Це спори між посадовими особами компанії, аудит, конфлікт інтересів або питання, пов'язані з винагородами; спори між інвесторами (акціонерами та/або власниками облігацій); оцінка вартості акцій, запропоноване поглинання, придбання активів компанії або розпорядження ними; спори між акціонерами і компанією; права голосу або виплата дивідендів; спори між компанією та її посадовими особами.
Зазвичай ці спори стосуються порушення фідуціарних зобов'язань. Акціонери, діючи від імені компанії, можуть ініціювати такі спори. Як правило, у цих випадках акціонери подають претензію до Ради з приводу того, що вона припустилася неналежної поведінки або порушила правила. Оскільки акціонери виступають як постраждала сторона, ці спори ще називають «похідними спорами».

### Медіація в адміністративних справах
Медіація в адміністративних справах — це позасудова процедура з вирішення спору між органами державної влади чи місцевого самоврядування та приватними особами. Така процедура спрямована на мирне вирішення публічно-правових спорів, налагодження діалогу між громадянами та органами влади, розвантаження адміністративних судів. Як свідчить практика, медіація як альтернативний спосіб вирішення адміністративних спорів широко використовується та закріплена на законодавчому рівні у таких країнах як США, Польща, Німеччина, Велика Британія, Норвегія та інших. Запровадженням медіації у адміністративних спорах на території України займається Центр досліджень місцевого самоврядування.

## Моделі медіації
Фасилітативна медіація
Фасилітативна (від лат. facilitare – полегшувати) медіація спрямована на створення безпечного простору для комунікації між сторонами. Медіатор не пропонує власних рішень, а допомагає сторонам самостійно дослідити їхні інтереси, сформувати варіанти вирішення конфлікту та досягти угоди.
Оціночна медіація
В оціночній медіації (evaluative mediation) медіатор, як правило, має юридичну або спеціалізовану експертизу в певній галузі. Він аналізує правові та фактичні аспекти спору, може висловлювати думку щодо можливих результатів судового розгляду та допомагати сторонам оцінити сильні й слабкі сторони їхніх позицій.
Трансформативна медіація
Ця модель зосереджена не лише на вирішенні конкретного конфлікту, а й на особистісному зростанні сторін. Медіатор допомагає учасникам покращити взаєморозуміння, розвинути навички комунікації та підвищити взаємну повагу. Основні концепції цієї моделі — розширення можливостей та визнання (empowerment & recognition).
Наративна медіація
Наративна медіація базується на ідеї, що конфлікти є результатом суперечливих історій, які сторони розповідають про ситуацію. Медіатор допомагає учасникам переосмислити свої наративи та створити нову спільну історію, що дозволить знайти рішення, яке задовольнить обидві сторони.
Ресторативна медіація
Ця модель використовується переважно у кримінальному правосудді та стосується відновлення справедливості між потерпілим і правопорушником. Вона базується на принципах примирення, відповідальності та реінтеграції.
Гібридні моделі медіації
Існують також гібридні моделі, які поєднують елементи різних підходів. Наприклад, медіація-арбітраж (med-arb) передбачає, що якщо сторони не дійдуть згоди, медіатор може виступити в ролі арбітра й ухвалити обов’язкове для виконання рішення. Інший варіант — арбітраж-медіація (arb-med), коли процес починається з арбітражного рішення, але сторони отримують можливість самостійно його узгодити в межах медіації.

## В Україні
16 листопада 2021 року Верховна Рада України ухвалила Закон України «Про медіацію», який визначає правові засади та порядок проведення медіації (процедури позасудового врегулювання) в Україні. Хоча закон було прийнято нещодавно, медіація в Україні існує з моменту проголошення незалежності України. В Україні медіація почала розвиватися з 1990 р. В рамках VIII Форуму «Медіація і право» було відкрито виставку “Тридцять років медіації в Україні: історія та майбутнє. Українська мозаїка медіації”. Подальший розвиток медіації у сучасному суспільстві дозволить не лише виробити правові механізми впливу на соціальний конфлікт, а й значною мірою знизити конфліктність і соціальну напругу в Україні. Серед професійних організацій медіаторів в Україні представлені «Національна асоціація медіаторів України», «Українська академія медіації» тощо. 